# رضا آشتیانی عراقی
رضا آشتیانی عراقی (۶ بهمن ۱۳۱۹–۲ تیر ۱۴۰۲)روحانی شیعه ایرانی، عضو جامعه مدرسین حوزه علمیه قم و نمایندهٔ حوزهٔ انتخابیهٔ قم در دورهٔ هفتم و هشتم مجلس شورای اسلامی بود.

## زندگی‌نامه
وی در آشتیان در خانواده‌ای مذهبی و کشاورز به دنیا آمد. در حدود ۲۰ سالگی دروس مقدمات را در حوزه علمیه آشتیان آغاز کرد، با به پایان رساندن مقدمات، عازم حوزه علمیه قم شد. شرح لمعه را نزد علی پناه اشتهاردی و شب زنده‌دار، قوانین را نزد ستوده فرا گرفت. مهم‌ترین استاد وی در قم، ناصر مکارم شیرازی بود. او در درس روح الله خمینی و مرتضی حائری یزدی فرزند مؤسس حوزه علمیه قم نیز شرکت کرده‌است.

## آثار
آشتیانی از مؤلفان تفسیر نمونه (از تفاسیر فارسی قرآن) است که زیر نظر ناصر مکارم شیرازی تألیف گشته‌است.